# Cupania cinerea
Cupania cinerea är en kinesträdsväxtart som beskrevs av Poepp. & Endl.. Cupania cinerea ingår i släktet Cupania och familjen kinesträdsväxter. Inga underarter finns listade i Catalogue of Life.